# Quận Wahkiakum, Washington
Quận Wahkiakum là một quận thuộc tiểu bang Washington, Hoa Kỳ.
Quận này được đặt tên theo. Theo điều tra dân số của Cục điều tra dân số Hoa Kỳ năm 2010, quận có dân số 3978 người, khiến nó trở thành quận có dân số ít thứ hai ở Washington. Vị trí quận và thị trấn hợp nhất là Cathlamet. Quận được thành lập từ quận Cowlitz vào tháng 4 năm 1854 và được đặt tên theo tù trưởng Wahkiakum ("Gỗ cao") của Chinook, người được chôn cất tại Nghĩa trang Tiền phong ở Cathlamet.
Quận vận hành phà hạt Wahkiakum, kết nối Cathlamet với Westport, Oregon, qua sông Columbia.

## Địa lý
Theo Cục điều tra dân số Hoa Kỳ, quận có diện tích km2, trong đó có km2 là diện tích mặt nước.